# Cárceles (programa de televisión)
Cárceles es un programa de televisión argentino producido por Endemol que muestra la vida de personas presas, es decir, privadas de su libertad. Empezó a emitirse el 27 de agosto de 2007 en Telefe.
Es presentado por Diego Alonso, y se emitió por Telefe los viernes a las 23:30  (UTC -03:00). El 9 de marzo de 2008, se estrenó la segunda temporada.
En el 2008 y 2009, el programa estuvo nominado en la categoría mejor programa periodístico en los Premios Martín Fierro.

## Sinopsis
Una mirada positiva sobre un mundo oscuro. Conoceremos la vida íntima de los presos, cuáles son sus miedos, preocupaciones, la culpa y el arrepentimiento.
Qué los llevó a robar, qué paso en su infancia, cómo son sus familias, qué se siente al vivir encerrado durante muchos años.
En Cárceles, viviremos las historias contadas por sus propios protagonistas.